# Brunbröstad vakteltrast
Brunbröstad vakteltrast (Cinclosoma castaneothorax) är en fågel i familjen vakteltrastar inom ordningen tättingar.

## Utbredning och systematik
Brunbröstad vakteltrast förekommer i södra och centrala Queensland och angränsande nordvästra New South Wales. Västlig vakteltrast (C. marginatum) behandlades tidigare som underart till brunbröstad vakteltrast.

## Status och hot
Arten har ett stort utbredningsområde, men tros minska i antal, dock inte tillräckligt kraftigt för att den ska betraktas som hotad. Internationella naturvårdsunionen IUCN listar arten som livskraftig (LC).

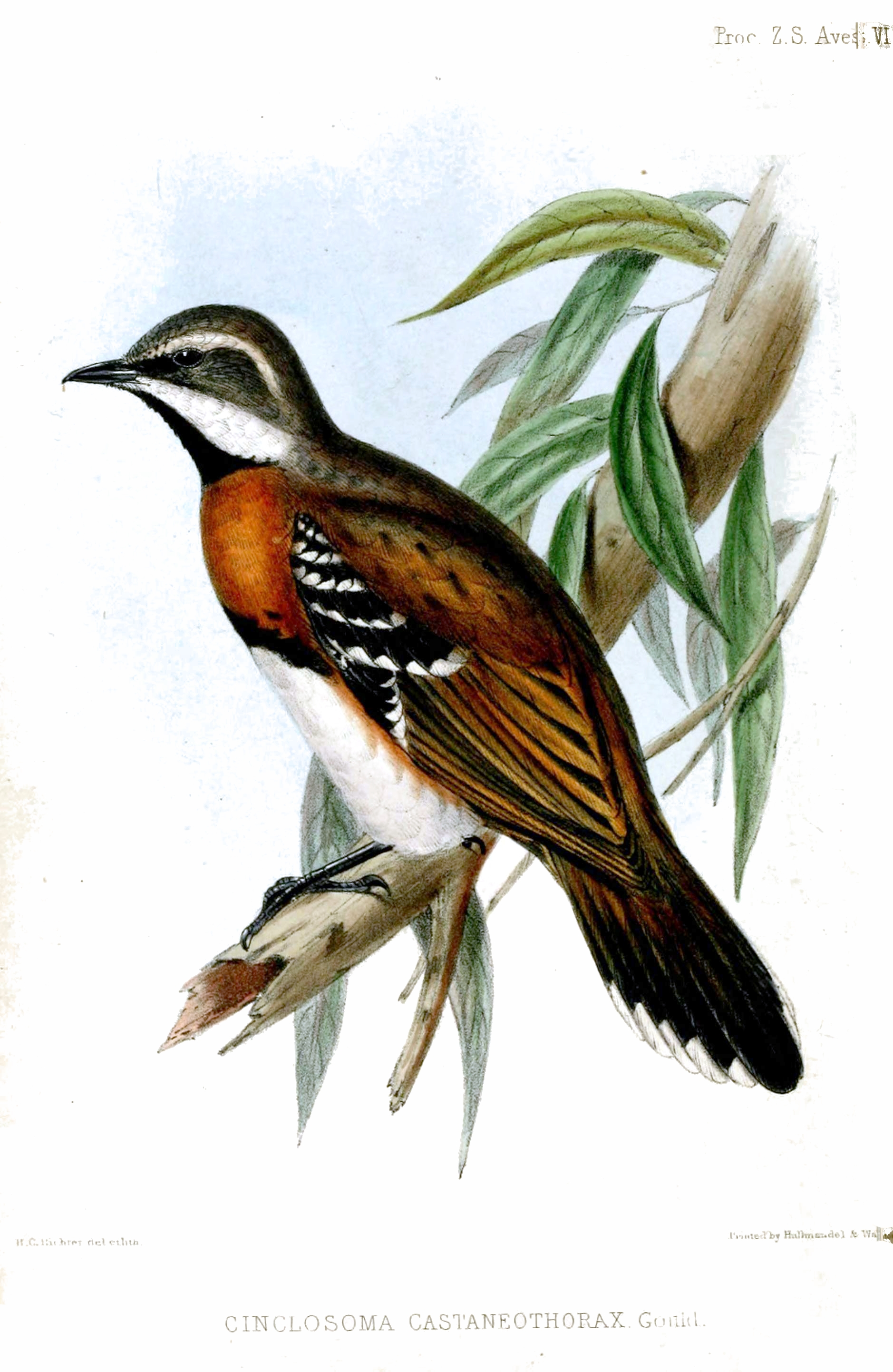